# Iris van der Stelt
Iris van der Stelt (Rotterdam, 6 oktober 1992) is een Nederlands marathon- en  langebaanschaatsster. 
Van der Stelt nam op de langebaan deel aan het Nederlandse kampioenschap allround 2011 en diverse keren aan de Nederlandse kampioenschappen massastart. Op de marathon won ze onder meer het eindklassement om de KNSB Cup 2017/18 en de Alternatieve Elfstedentocht Weissensee 2019. Van der Stelt werd zowel in 2016 als 2018 uitgeroepen tot Marathonschaatser van het Jaar. Ze doorliep de Hogeschool Rotterdam en is kinderfysiotherapeut. Ze doet tevens aan wielrennen. 